# 破碎龍屬
破碎龍屬是原始鴨嘴龍科恐龍，生活於上白堊紀（桑托階）的北美洲。屬名意為「破碎的蜥蜴」，牠被這樣命名是因牠的化石在發現時是很零亂的。

## 古生物學

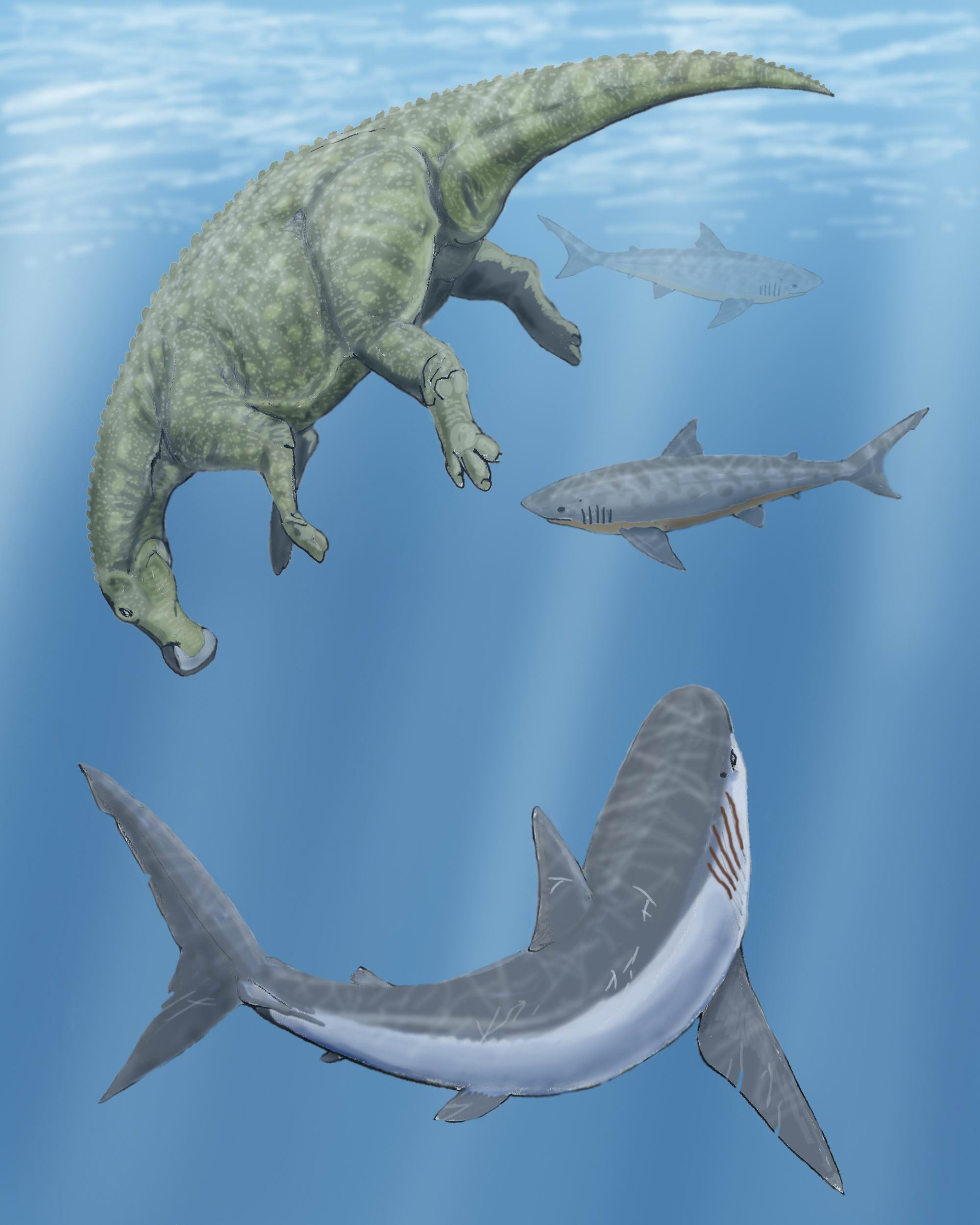
在西部內陸海道中，一隻白堊刺甲鯊與兩隻角鱗鯊屬環繞者一個破碎龍的屍體。

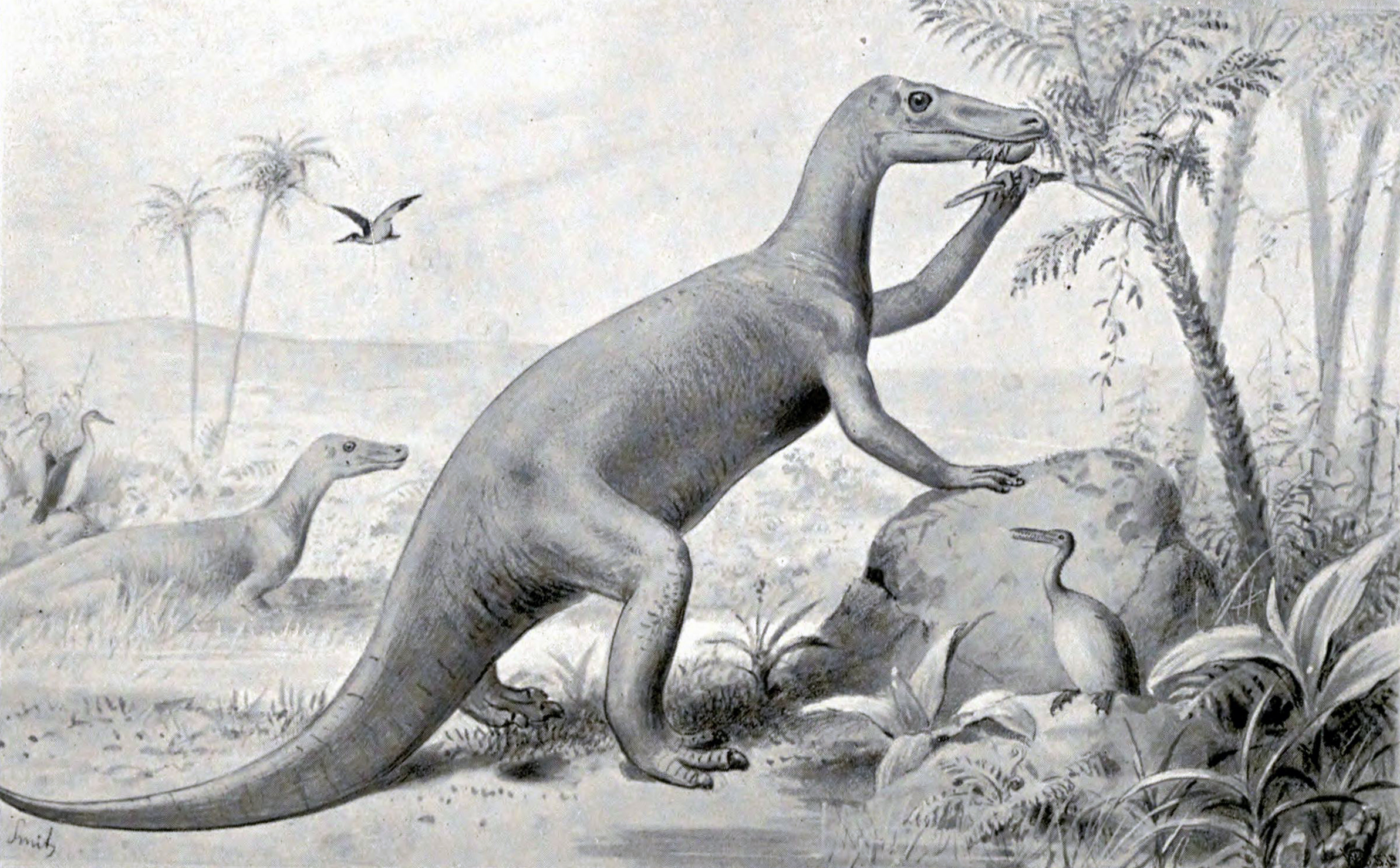
破碎龍（C. annectens）的想像圖，該種目前為埃德蒙頓龍的E. annectens

破碎龍有著修長的身軀及瘦長的腳掌，後腳長、前臂小、尾巴長而堅挺。牠可以成長至約3.5米長，及475公斤重。
牠似乎是以後肢行走的，當進食時才以四足站立。就像其他的鴨嘴龍科，牠是植食性動物。

## 化石及分類
破碎龍的化石首先於美國堪薩斯州的斯莫基希爾河附近被發現，其化石包括部份的頭顱骨碎片。原先於1872年，奧塞內爾·查利斯·馬什將牠命名為敏捷鴨嘴龍（Hadrosaurus agilis）。直至1890年發現了牠與鴨嘴龍的主要差異後，才建立了破碎龍屬（Claosaurus）。
在1892年，馬什命名第二個種，C. annectens，後來被先後歸類於鴨龍與埃德蒙頓龍。
在1903年，G. R. Wieland命名第三個種C. affinis。化石發現於南達科他州的皮耳頁岩層，同時也發現古巨龜的化石。研究發表後，一個敏捷破碎龍的腳趾被誤認是C. affinis正模標本的一部分。在1948年，Joseph Gregory發現這個錯誤，並發現C. affinis的骨頭大小接近埃德蒙頓龍，但因為化石過於破碎，而且兩者的生存年代不一致，因此沒有將這個種重新歸類在2004年，傑克·霍納（Jack Horner）提出C. affinis是個疑名。
過去曾有研究宣稱，鴨嘴龍科的一個破碎龍化石曾發現胃石。但該化石是在1900年由巴納姆·布朗發現，被歸類於C. annectens，目前則屬於埃德蒙頓龍的E. annectens。此外，這些胃石其實是化石化過程中，被沖刷、沉積進入的砂礫。

## 外部連結
- 恐龍博物館——破碎龍